# Place Bonaventure
Pour l’article homonyme, voir Bonaventure.
La Place Bonaventure est un édifice de bureaux, un centre d'exposition et un complexe hôtelier au centre-ville de Montréal au Québec, Canada. Adjacent à la gare centrale et à quelques pas de l'hôtel Reine Elizabeth et du 1000 De La Gauchetière, la Place Bonaventure a une superficie de 288 000 m2, faisant d'elle le plus grand bâtiment commercial au monde lors de son achèvement en 1967.
La Place Bonaventure, de même que la station Bonaventure, sont nommées en raison de leur proximité avec l'ancienne gare Bonaventure, elle-même nommée en l'honneur du théologien, philosophe et mystique Bonaventure de Bagnorea.

## Historique

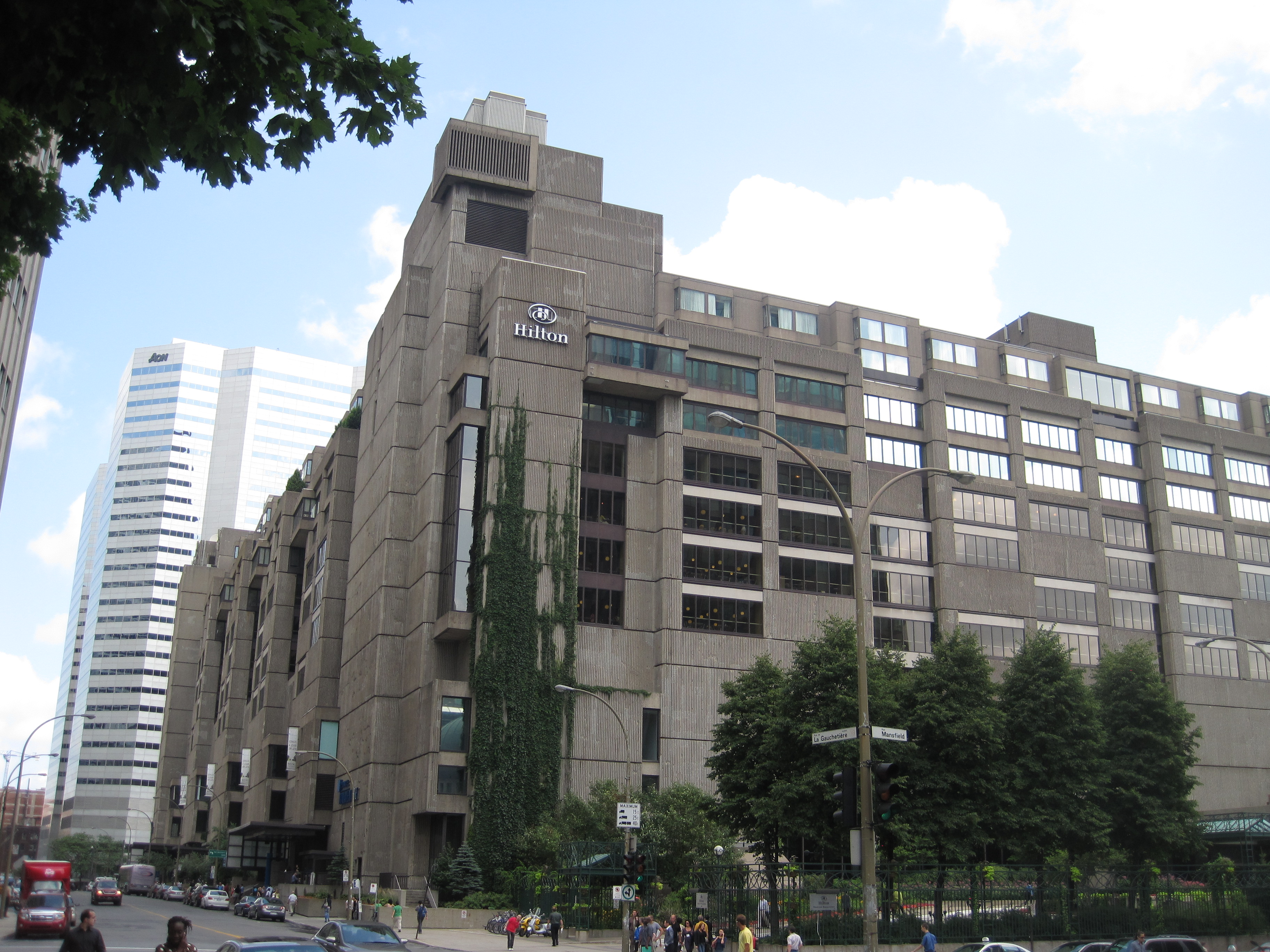
Extérieur, côté ouest de la Place Bonaventure

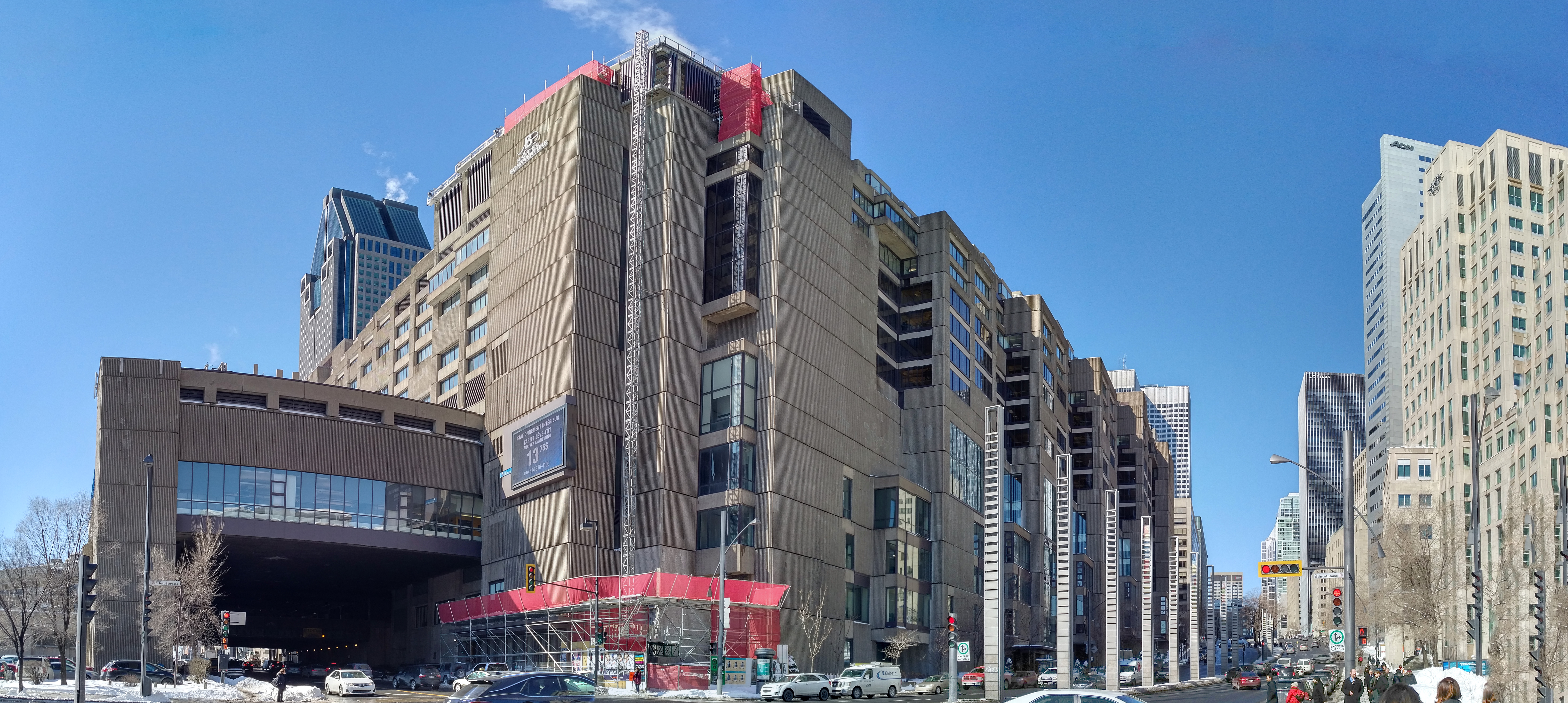
Vue sur la place Bonaventure, à partir de Robert Bourassa et Saint-Antoine.

En février 1963, la compagnie de chemins de fer Canadien National fait un appel d'offres dans le journal La Presse, afin d'obtenir des propositions d'aménagement au-dessus de la voie ferrée du Centre-ville de Montréal menant au tunnel sous le mont Royal. La Société immobilière de développement Concordia dépose un projet de construction d'un centre commercial d'une superficie de 610 000 m2. La société prévoit offrir en location des espaces de bureaux en plus de salles pour la tenue de congrès et d’expositions.

### Architectes
Sous la direction de Raymond Affleck, partenaire de la firme d’architecte ARCOP (en) (Architects in Cooperative Partnership) & Associates, Eva Hollo Vecsei était au premier plan de la conception et la construction de la Place Bonaventure.  Elle fut « catapultée au cœur de la grande transformation architecturale de la ville ». Née en 1930 à Vienne, elle a immigré au Canada après la Révolution hongroise de 1956. « Elle avait déjà un portfolio fort impressionnant, ayant contribué à de nombreux projets à grande échelle, notamment des logements de mineurs en Hongrie et des écoles à Budapest ».

### Exploitation
À la fin de la construction en 1967, la superficie atteint 288 000 m2, dépassant ainsi l’Empire State Building en termes d'espace, et fait de la Place Bonaventure le plus grand immeuble au monde à cette époque. Alors que se prépare l'exposition universelle à Montréal, le secteur immobilier de la ville est en effervescence et la construction du métro assure un accès facile à l'immeuble, grâce à la station Bonaventure.
Malgré un démarrage difficile pour les réservations d'expositions et la location d'espace, la Place Bonaventure connaît la popularité escomptée quelques années plus tard et joue enfin le rôle pour lequel elle a été construite. En 1975, on y trouve des expositions des grands noms de la mode et l'industrie du meuble, l'hôtel Hilton Bonaventure affiche un taux d'occupation de 90 %.
En 1998, l'édifice investit plus de 60 millions de dollars en rénovation des espaces de bureaux, à l'ajout de fenestration ainsi qu’à la réfection des aires publiques et des halls d’exposition. Un tunnel est creusé sous la rue Université afin de relier la Place Bonaventure au nouvel axe de la ville souterraine, le plus vaste réseau piétonnier souterrain au monde.

## Statistiques
Accès direct aux stations de métro Bonaventure et Square-Victoria–OACI, aux 18 voies ferrées des deux trains de banlieue, au terminus d’autobus de la Rive-Sud et à la plupart des immeubles de bureaux et centres commerciaux du centre-ville de Montréal.
- Superficie 288 000 m2.
- Capacité de charge sur le plancher de 115 kilos au pied carré (0,92 m2).
- Seize ascenseurs à grande vitesse et quatre monte-charges.
- Quais de chargement intérieurs jusqu'à 17 semi-remorques simultanément.
- Stationnement intérieur et extérieur de 6050 places.
- Réseau de fibre optique.
- Deux stations d'alimentation électrique directement reliées au poste central d'Hydro-Québec.
- Une ligne de réserve reliée au poste Dorchester.
- Deux panneaux d’affichage électronique géants à l'extérieur.
- Plus de 5 000 employés dans la tour de bureaux.
- Près de 1 million de visiteurs par année pour ses expositions.
- Plus de 200 jours d’expositions, incluant les jours de montage et de démontage des salons.
- Un complexe hôtelier de 395 chambres.
- Six chaînes de restaurants.
- Douze commerces sur 3 étages.
- Deux stations de radio.
- Plus de 2 acres de jardin extérieur.

## Événements

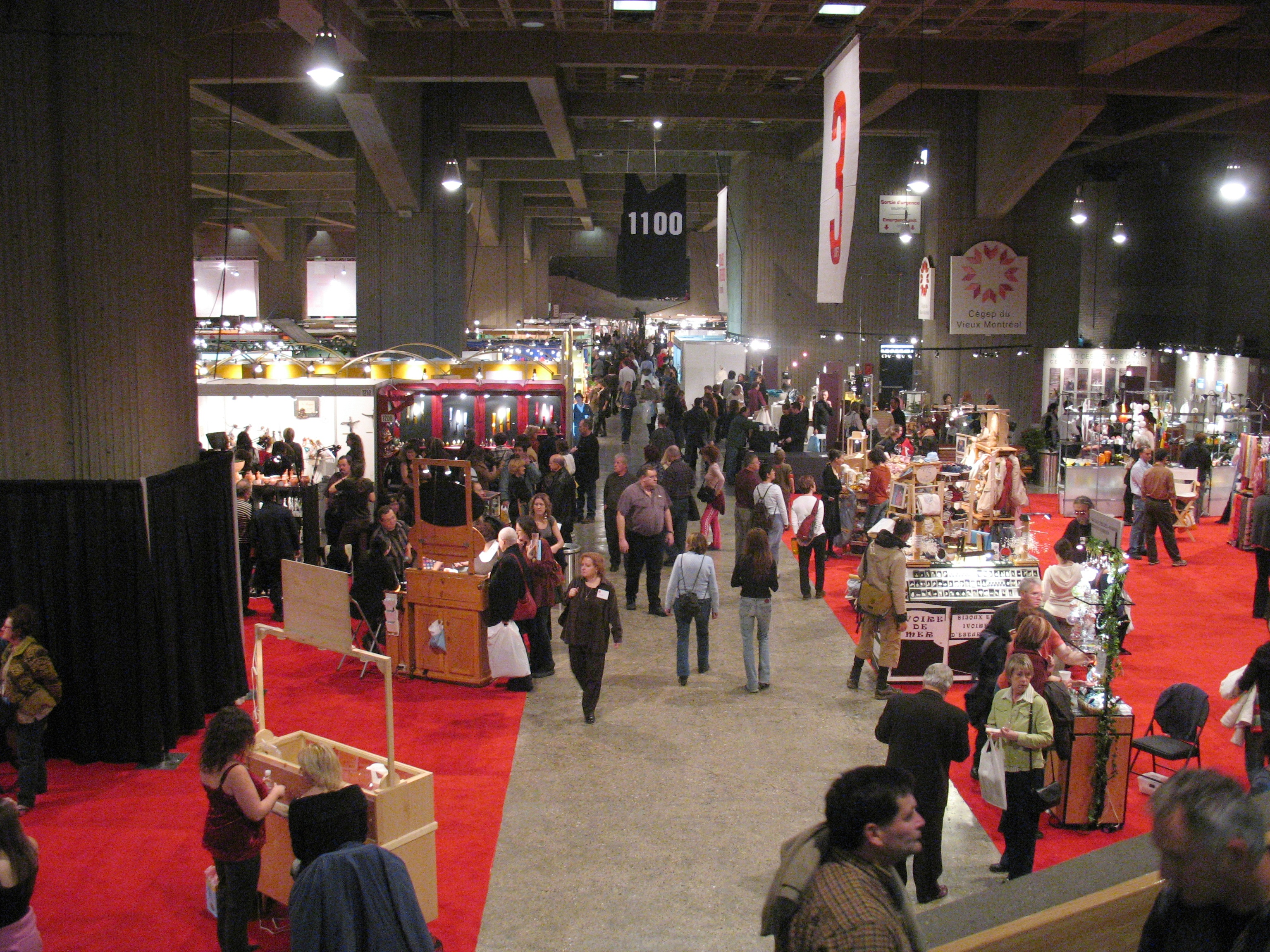
Salon Éducation Formation Carrière à Montréal

- Salon du livre de Montréal (jusqu'à 2019, maintenant au Palais des congrès de Montréal)
- Salon des métiers d'art du Québec
- Salon Éducation Formation Carrière à Montréal
- Salon du Bateau et des Sports Nautiques
- Salon national de l'habitation
- Salon bandes-dessinées-collectionneurs
- Salon du vélo et du cyclotourisme Expodium
- Salon Expert Chasse, Pêche et Camping
- Salon international tourisme voyages
- Conférence de la société des systèmes de transport intelligents du Canada
- Salon de la technologie de la fabrication de Montréal
- Salon International du Design d’Intérieur de Montréal
- Salon International de l’Ésotérisme

## Principaux locataires
- Hilton Bonaventure : 395 chambres d'hôtel et un jardin extérieur d'un arpent.
- Fido Solutions : occupe le 4e et 5e étage.
- Rogers Communications : occupe le 6e étage.
- Société de transport de Montréal
- Institut national de la recherche scientifique (INRS)
- Ministères du gouvernement canadien
- Bell Canada
- CKOI (Station Cogéco)
- La Great-West, compagnie d'assurance-vie : Service des indemnités soins médicaux et dentaires, occupe le 5e étage.
- Vidéotron (Division Québécor) : occupe le 1er étage.